# مرغريفية براندنبورغ

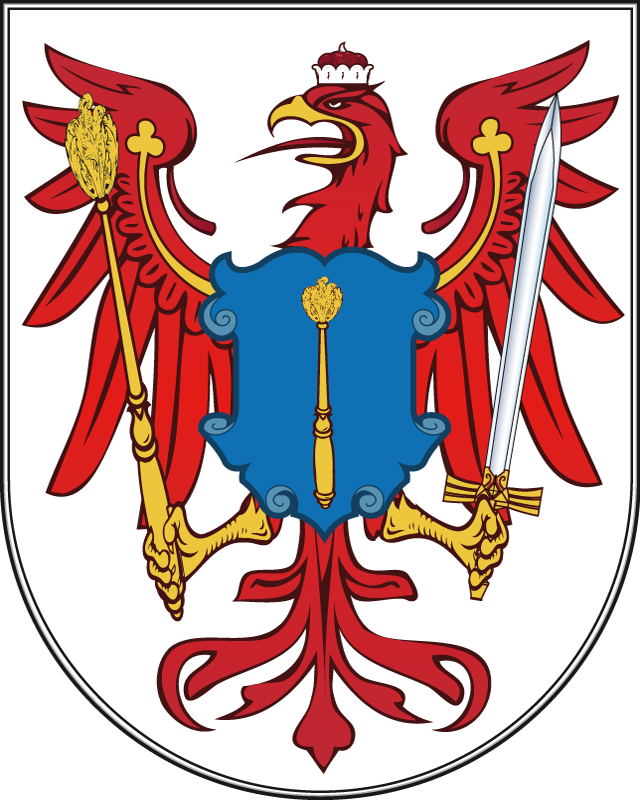
شعار مرغريفية براندنبورغ

مرغريفية براندنبورغ (بالألمانية: Markgrafschaft Brandenburg) إمارة كبيرة في الإمبراطورية الرومانية المقدسة، دورا محوريا في تاريخ ألمانيا وأوروبا الوسطى.
تأسست براندنبورغ وضعت للخروج من التخم الشمالي عاى أراضي الونديين السلاف. تأسس المرغريفات الحكام كأمراء ناخبين مرموقين في الفرمان الذهبي (1356)، الذي يتيح لهم التصويت في انتخاب الإمبراطور الروماني المقدس. وهكذا أصبحت الدولة تعروف بالإضافة إلى ذلك ببراندنبورغ الانتخابية أو انتخابية براندنبورغ.
ارتقى آل هوهنتسولرن عرش براندنبورغ عام 1415. فنمت قوة براندنبورغ بسرعة تحت حكمهم خلال القرن السابع عشر وورثوا دوقية بروسيا. فولدت براندنبورغ بروسيا، التي تلتها مملكة بروسيا، والتي أصبحت الدولة الألمانية الرائدة خلال القرن الثامن عشر. على الرغم من أن أعلى ألقاب الناخبين كان "ملك بروسيا"، ظلت قاعدة سلطتهم في براندنبورغ وعاصمتيها برلين وبوتسدام.
رغم أن مرغريفية براندنبورغ انتهت بتفكك الإمبراطورية الرومانية المقدسة العظيمة عام 1806، تم استبدالها بمقاطعة براندنبورغ البروسية عام 1815. ورغم بدايتها الهزيلة في «حوض رمال» الامبراطورية الرومانية المقدسة، حققت مملكة هوهنتسولرن البروسية توحيد ألمانيا، وأنشأت الإمبراطورية الألمانية في عام 1871.